# CA Unión (Santa Fe)
Club Atlético Unión (przeważnie znany jako Unión de Santa Fe) – argentyński klub piłkarski z siedzibą w mieście Santa Fe, będącym stolicą prowincji Santa Fe.

## Osiągnięcia
Mistrz drugiej ligi argentyńskiej: 1966

## Historia
Klub założony został w roku 1907. Głównym rywalem klubu jest Colón.
W 1966 klub po raz pierwszy wywalczył awans do pierwszej ligi (Primera división argentina). Klub przez wiele sezonów występował w pierwszej lidze, przeplatając je czasowymi pobytami w drugiej.

## Informacje
Kibice klubu Unión zwani są „unionistas” albo „tatengues”, a klub ponadto jest nazywany „El Tate”. Barwy klubu składają się z biało-czerwonych pionowych pasków. Stadion mogący pomieścić 22300 widzów zwany jest „15 de abril”. Wśród najlepszych graczy klubu znajduje się mistrz świata z 1978 roku Leopoldo Luque, a obok niego mistrz świata z 1986 bramkarz Nery Pumpido.